# Neustadt/Harz
Neustadt/Harz è una frazione del comune tedesco di Harztor.

## Storia
Il comune di Neustadt/Harz venne aggregato nel 2018 al comune di Harztor.